# Goose house
Goose house（グース ハウス）は、日本の音楽のグループおよびグループの活動拠点であるシェアハウスの名前。元々は個々で活動していたシンガーソングライター、異なるミュージシャン同士が「ハウス」と呼んでいるシェアハウスの一室に集まって音楽活動を行っていた。
ソニー・ウォークマンのPR企画「PlayYou.House」の後身。「Play You.House」の番組終了後、ひき続き「Goose house」に名称を変えて番組制作を続け、YouTube、ライブ公演などを展開していた。

## 概要
活動開始時は普段からユニットとして活動しているわけではなく、個々に活動しているシンガーソングライターが東京都内に実在するシェアハウスに集まり曲の制作を行っていたが、次第にグループまたはグループの一員としての活動が中心となっていった。メンバーのことはユニット名の「ハウス」になぞらえて「住人」と呼ぶ場合もある。また、グループを卒業することも「退室」「家出」「巣立ち」などと表現することもある。なお、Goose houseのメンバーは実際にシェアハウスをしている訳ではないが毎日ハウスに通い顔を合わせ、共同生活をしながら音楽活動を行っていた。
名前の由来は渡り鳥の雁で、「1羽ではできないことも群れでならできる」ということを期待して付けられた。
普通のアーティストがテレビなどのメディアを活動の場にするのに対して、Goose houseはインターネット上の動画配信サイト、UstreamやYouTubeを通じてオリジナル曲やカバー曲を配信している。また、Ustream放送中にもTwitterを通してファンとの交流をはかるなど、SNSなどのインターネット上を活動の拠点としていた。
メンバー全員が作詞作曲ができ、グループでの楽曲制作も各メンバーが作成した楽曲を全員で審査し、話し合いつつ完成させている。活動末期には外部の作曲家も制作に参加していた。しかし楽曲の作者は初期の楽曲を除き一切明かされておらず、後述のPlay.Gooseの発足後に一部の楽曲の作者、制作背景がメンバーの口から語られるようになった。
公式ホームページのオンラインショップでは過去に独自のブランド「MUSIC TRAVELERS」「NEO CITY MUSIC ACADEMY」を展開したり、ニット帽、Tシャツをはじめとする衣類、雑貨、バッグなどの公式グッズやCDの販売がされていた。
Goose houseのファンのことを「ハウスメイト」と呼ぶ。
グループとしてのGoose houseは現在活動休止状態にあり、現在は過去にGoose houseに在籍していたメンバーによる新企画『Play.Goose』が活発に音楽活動を行っている。

## 来歴
ソニー・ウォークマンのPR企画「PlayYou.House」として活動していたが企画終了した後、名前を「Goose house」に変更し、同じメンバー（d-iZe、齊藤ジョニー、K.K.(工藤・木村)、竹渕慶、神田莉緒香、竹澤汀）で活動を再開することとなった。
2011年4月にYouTubeでの活動を再開し、PlayYou.House時代から使われていたオフィシャルTwitterに加え、新たにfacebookのアカウントを立ち上げる。10月1日に新メンバーとしてマナミ（アニーポンプ）が、10月15日に沙夜香が加入。12月10日に木村正英（K.K.）が卒業。
2012年1月20日に日本テレビ『ZIP!』にてGoose houseが特集され、初のテレビ出演を果たす。5月に「Goose house」と改名してからの活動1周年を迎え、記念ライブを開催し。23日には初のフルアルバム『Goose house Phrase #03 Wandering』をリリース。オリコンのデイリー アルバムチャートで7位を記録。5月26日に齊藤ジョニーが卒業し、6月23日に新メンバーとしてワタナベシュウヘイが加入。10月19日にFM NACK5の「MIDNIGHT ROCK CITY +R」で初のパーソナリティーを務める。
2013年3月31日に神田莉緒香が卒業し、4月2日には齊藤ジョニーが復帰。11月13日、フリービット株式会社・freebit mobileの「自由の先を見に行こう」キャンペーンのイメージキャラクターとして起用され、テレビCMに出演。
2014年2月19日にメジャーデビューシングル『Goose house Phrase #08 オトノナルホウヘ→』をリリース。4月30日にリーダーのd-iZeが卒業。また、ワタナベシュウヘイがLUHICAのシングルに「LUHICA feat. NABE」として参加したシングル『君と踊ろう』をリリース。6月21日にマナミが「ストローク・タイム」と題し、Goose houseのメンバーとしては初のソロライブを行う。10月24日にYouTubeのGoose house公式チャンネルのチャンネル登録者数が100万人を突破したことにより、YouTubeより「金の再生ボタン」を授与される。
2015年 4月18日にグループ初の公開生放送のUstream Liveが行われる。7月12日にワタナベシュウヘイが片平里菜のツアーライブ「弾き語りワンマンツアー2015 "最高の仕打ち"」の福岡公演にゲスト出演。
2017年2月22日に竹澤汀が卒業。4月7日から初のレギュラーラジオ番組『nana WELCOME TO OUR HOUSE』がJ-WAVEにて放送開始される。
2018年4月21日の生放送で、Streaming Liveの一時休止を発表。11月26日にライブ配信にて、工藤秀平・竹渕慶・マナミ・沙夜香・ワタナベシュウヘイの5人がハウスから巣立つことを発表。同日、上記5人のうち、工藤秀平・マナミ・沙夜香・ワタナベシュウヘイの4人を中心に、新プロジェクト「Play.Goose」を発足。12月4日にメンバーの齊藤ジョニーが自身のTwitterを3週間ぶりに更新。そこで、正式に新プロジェクトには参加しない方向であることを発表。さらに、同更新において、工藤秀平・竹渕慶・マナミ・沙夜香・ワタナベシュウヘイの5人は、マネジメントである「グースハウス株式会社」との契約を解除したことを発表する。
2021年3月16日に約2年5カ月ぶりにYouTube上に動画がアップロードされる。

## メンバー
| 名前                               | プロフィール                        | パート                                                                                              | 備考 |
| ---------------------------------- | ----------------------------------- | --------------------------------------------------------------------------------------------------- | --- |
| 齊藤ジョニー （さいとう ジョニー） | 1987年10月27日（37歳） 新潟県上越市 | ボーカル ギター マンドリン バンジョー フィドル ベース チェロ ピアノ ドラム ブズーキ 三線 バイオリン | - 2010年6月から2012年5月26日まで在籍し、2013年4月2日に復帰（第1・5期生）。 - 主にツアーにおけるライブ開演前のBGMの選曲も行っている。 - Goose house外ではブルーグラス奏者としても活動している。 |

| 名前                           | プロフィール                                             | パート                                                                         | 備考 |
| ------------------------------ | -------------------------------------------------------- | ------------------------------------------------------------------------------ | --- |
| 関取花 （せきとり はな）       | 1990年12月18日（34歳） 神奈川県                          | ボーカル ギター リコーダー                                                     | - PlayYou.House時代のメンバー（第1期生）。 - 2011年1月に自身のソロやバンド活動に専念するため、しばらくグループとしての活動を休止することを発表。 |
| 中村千尋 （なかむら ちひろ）   | 1988年6月15日（37歳） 熊本県八代市                       | ボーカル ギター                                                                | - PlayYou.House時代のメンバー（第2期生）。 - PlayYou.House所属当時はたらりらん（現在活動休止）としても活動していた。 - 2011年1月に自身のソロやバンド活動に専念するため、しばらくグループとしての活動を休止することを発表。 |
| 木村正英 （きむら まさひで）   | 1988年6月14日（37歳） 神奈川県横浜市                     | ボーカル ピアノ                                                                | - 第1期生。 - 在籍時は他のメンバーのバックでピアノの演奏をする事が多かった。 - 2011年12月に脱退。 - Goose house卒業後は工藤秀平と組んでいるユニット、K.K.のキャプテンとしての活動やソロ活動を行なっている。 |
| 神田莉緒香 （かんだ りおか）   | 1992年3月26日（33歳） 千葉県                             | ボーカル ピアノ                                                                | - 第1期生。 - 活動初期に使われていた、ガチョウのキャラクター「グースくん」をデザインし、ライブ会場でグッズも販売されていた。神田卒業後は使用されていない。 - 2013年3月31日に脱退。 |
| d-iZe （だいず）               | 1984年11月4日（40歳） 青森県中津軽郡岩木町（現：弘前市） | ボーカル ピアノ トランペット                                                   | - 第1期生。 - Goose house最初のリーダー。 - 2014年2月のStreaming Liveで卒業を発表した後、2か月後にYouTubeにおける本人からのメッセージを以て正式に卒業した。 |
| 竹澤汀 （たけざわ みぎわ）     | 1991年6月19日（33歳） 神奈川県横浜市                     | ボーカル ギター ピアノ カホン ドラム アコーディオン                            | - 2010年10月に加入（第2期生）。 - 在籍時、ライブでは主にドラム、カホンで出演していた。 - Goose houseの楽曲「猫のプシュケ」が絵本化された際に執筆や朗読をする等、芸術面での活躍も見せた。 |
| 工藤秀平 （くどう しゅうへい） | 1988年4月4日（37歳） 神奈川県横浜市                      | ボーカル ギター ハーモニカ ヒューマンビートボックス タンバリン ピアノ ウクレレ | - 第1期生。 - Goose house外ではK.K.として活動。普段ソロ活動は行っていないが、Goose houseやK.K.の企画ライブ等でソロでステージに立つこともある。 - d-iZe卒業後、リーダーを担当した。 - Play.Gooseのチャンネルより2018年11月26日に生配信された動画内で「ハウスを巣立った」といったかたちで脱退が発表された。 |
| 竹渕慶 （たけぶち けい）       | 1991年7月11日（33歳） 東京都                             | ボーカル ピアノ シェイカー                                                     | - 第1期生。 - Goose house外ではTetra+としても活動（現在活動休止中）、バンド以外にもソロでのライブをすることもあった。 - Play.Gooseのチャンネルより2018年11月26日に生配信された動画内で「ハウスを巣立った」といったかたちで脱退が発表された。 |
| マナミ                         | 1984年11月13日（40歳） 千葉県                            | ボーカル ギター ピアノ ウクレレ シェイカー                                     | - 2011年10月に加入（第3期生）。 - 加入前に偶然YouTubeで見つけた動画を見てGoose houseのファンになり、2011年に開催されたオーディションに合格しメンバーとなった。オーディションに応募したのは締め切り時刻まで1時間を切ったほどギリギリであった。 - Goose house外ではアニーポンプとして活動（Goose house加入直後に活動終了）、2013年にはTHE KERTI OKKARを結成（Goose houseのメジャーデビューに伴い自然消滅）。 - Play.Gooseのチャンネルより2018年11月26日に生配信された動画内で「ハウスを巣立った」といったかたちで脱退が発表された。 |
| 沙夜香 （さやか）              | 1986年5月12日（39歳） 群馬県                             | ボーカル ピアノ                                                                | - 2011年10月に加入（第3期生）。 - 加入前は一般人であり、偶然YouTubeで見つけた動画を見てGoose houseのファンになり、2011年に開催されたオーディションに合格しメンバーとなった。その時のことを曲にしたものが「Color」である。 - Goose house外では音楽活動を行っておらず、Goose house加入後に作詞作曲を始めた唯一のメンバー。 - Play.Gooseのチャンネルより2018年11月26日に生配信された動画内で「ハウスを巣立った」といったかたちで脱退が発表された。                                                                                   |
| ワタナベシュウヘイ             | 1988年11月1日（36歳） 大分県日田市                       | ボーカル ギター ベース バス ウクレレ                                           | - 2012年6月23日に加入（第4期生）。 - Goose house外ではモノクロカラーとして活動（現在は他のメンバーの脱退により事実上解散）。 - Play.Gooseのチャンネルより2018年11月26日に生配信された動画内で「ハウスを巣立った」といったかたちで脱退が発表された。 |

### ユニット
後述のUstream Liveなどにおけるカバー曲の演奏は大半が、全員でするものではなく、その曲に合ったメンバーが選抜される。グループ内でも幾多の「ユニット」が存在し、以下はそのユニットの内、名前がつけられたものである。これら以外にも名前がついていないユニットが多数存在する。基本的に演奏曲は特定されないが、ユニットによってはある曲を目的としたユニットもある（例：ちーむプシュケ、あめちゃんず等）。ユニット名はメンバー自ら考案することもあれば、Twitterなどで一般公募することもある。
- ハニー／齊藤ジョニー・関取花[注釈 3]
- シュニー／工藤秀平・齊藤ジョニー
- Johnny Beans ／齊藤ジョニー・d-iZe
- なんだ神田K.K. ／神田莉緒香・木村正英・工藤秀平
- 1150 （ひとひとごーまる。）／神田莉緒香・齊藤ジョニー
- 849 （やしっく）／d-iZe・竹渕慶
- ONDOSA ／工藤秀平・竹澤汀
- signal ／工藤秀平・d-iZe・竹澤汀
- 豆英（まめひで）／d-iZe・木村正英
- ミニマム ／マナミ・神田莉緒香
- R25（チームアダルト）／d-iZe・沙夜香・マナミ
- ちーむプシュケ ／竹澤汀・マナミ・神田莉緒香（神田卒業後は沙夜香が加入）
- ふぇあみり〜 ／マナミ・工藤秀平・神田莉緒香
- チームパワフルモリモリ／ワタナベシュウヘイ・竹渕慶・マナミ
- 大人の余裕／ワタナベシュウヘイ・沙夜香・齊藤ジョニー
- お兄さんお姉さん／工藤秀平・沙夜香
- チームおじさんおばさん／マナミ・ワタナベシュウヘイ
- THE マジック／マナミ・齊藤ジョニー・工藤秀平
- Goose houseの2人／竹渕慶・マナミ
- SMXL ／マナミ・工藤秀平・ワタナベシュウヘイ
- わっしー／竹渕慶・マナミ・竹澤汀
- あめちゃんず／竹渕慶・竹澤汀・沙夜香
- しゅうへいず／工藤秀平・ワタナベシュウヘイ
- チーム左寄り／竹澤汀・竹渕慶・齊藤ジョニー
- チームパーティーやらない?／工藤秀平・竹澤汀・マナミ
- NO NAME／工藤秀平・沙夜香・ワタナベシュウヘイ
- トゥットゥットゥ／工藤秀平・竹澤汀・ワタナベシュウヘイ
- いろけーず／齊藤ジョニー・沙夜香

## Streaming Live・HOY

### Ustream Live→YouTube Live
毎月1回、いずれかの土曜日20:00頃よりストリーミングライブが配信されており、その後アーカイブとして配信される。2017年11月まではUstreamで生配信されていたが、2017年12月以降はYouTubeからの配信に移行された。ほぼ毎回、放送機材のトラブルにより、数分～30分程度の遅れ（遅刻）が生じており、メンバー及び視聴者のなかでも恒例のものとなっている。
PlayYou.House時代には隔週土曜日、月に2回の放送であった。また、PlayYou.House時代の放送では毎回、「応援ソング」や「ラブソング」などジャンルの縛りがあったがGoose houseではオールジャンルで演奏をしている。
毎回カバー曲を中心に4～6曲演奏され、新曲発売や次月のユニットライブ、メディア出演等の発表も放送内で行われる。最近では放送中にメンバーが考案した単語を視聴者に一斉にツイートしてもらうことでついっぷるトレンドのHOTワードのランキング入りを目指す企画も恒例となっている。また、ライブ配信中にファン（ハウスメイト）とメンバー間のコミュニケーションを取るツールとして、Twitterが挙げられる。そこで使用するハッシュタグは『#goose7』や『#house7』が存在する。これはメンバーに見つからない、または、気づかれないように、ハウスメイト間において周知・拡散ずべき事柄につけられる。多くは、メンバーにサプライズを行うときに使用される。このハッシュタグをつけて感想等をツイートすると、メンバーが見つけオンエア中に紹介されることがある。
2018年4月放送分をもって生配信ライブの一時休止が発表され、2019年3月開催のPlay.Goose初のコンサートをもって、計83回の放送が終了した。
なお、現在に至るまで、Goose houseのチャンネル及び投稿された動画は削除されておらず、閲覧可能である。

#### 本放送
2011年
- 第1回 2011年5月7日
- 第2回 2011年5月14日
- 第3回 2011年5月28日
- 第4回 2011年6月11日
- 第5回 2011年7月16日
- 第6回 2011年7月30日 - ゲスト：中村千尋
- 第7回 2011年8月6日
- 第8回 2011年9月10日
- 第9回 2011年10月1日 - マナミ初登場
- 第10回 2011年10月15日 - 沙夜香初登場
- 第11回 2011年11月26日 - ゲスト：関取花
- 第12回 2011年12月10日 - 木村正英（K.K.）卒業

2012年
- 第13回 2012年1月21日
- 第14回 2012年2月18日
- 第15回 2012年3月31日
- 第16回 2012年4月14日
- 第17回 2012年5月26日 - 齊藤ジョニー卒業
- 第18回 2012年6月23日 - ワタナベシュウヘイ初登場
- 第19回 2012年7月14日 - ゲスト：齊藤ジョニー
- 第20回 2012年8月11日
- 第21回 2012年9月22日
- 第22回 2012年10月27日
- 第23回 2012年11月17日

2013年
- 第24回 2013年1月19日
- 第25回 2013年2月16日 - ゲスト：片平里菜
- 第26回 2013年3月9日 - 神田莉緒香卒業
- 第27回 2013年4月20日 - 齊藤ジョニー復帰
- 第28回 2013年5月25日
- 第29回 2013年6月29日
- 第30回 2013年7月20日
- 第31回 2013年8月24日
- 第32回 2013年9月28日
- 第33回 2013年10月19日
- 第34回 2013年11月16日 - ゲスト：片平里菜（2回目）

2014年
- 第35回 2014年1月25日
- 第36回 2014年2月22日 - d-iZe最後の出演
- 第37回 2014年3月29日
- 第38回 2014年4月12日
- 第39回 2014年5月31日
- 第40回 2014年6月28日
- 第41回 2014年7月19日
- 第42回 2014年8月30日
- 第43回 2014年9月27日
- 第44回 2014年10月18日
- 第45回 2014年11月15日

2015年
- 第46回 2015年1月31日
- 第47回 2015年2月28日
- 第48回 2015年3月28日
- 第49回 2015年4月18日 - 公開生放送
- 第50回 2015年5月23日 - ゲスト：片平里菜（4回目）
- 第51回 2015年6月27日
- 第52回 2015年7月18日
- 第53回 2015年8月29日
- 第54回 2015年9月12日
- 第55回 2015年10月31日
- 第56回 2015年11月28日

2016年
- 第57回 2016年1月23日 - ゲスト：片平里菜（5回目）
- 第58回 2016年2月27日
- 第59回 2016年3月26日
- 第60回 2016年4月23日
- 第61回 2016年5月28日
- 第62回 2016年6月25日
- 第63回 2016年7月30日
- 第64回 2016年8月20日
- 第65回 2016年9月19日
- 第66回 2016年10月29日
- 第67回 2016年11月26日- 竹澤汀最後の通常放送出演

2017年
- 第68回 2017年1月29日
- 第69回 2017年2月25日
- 第70回 2017年3月25日
- 第71回 2017年4月22日
- 第72回 2017年5月20日
- 第73回 2017年6月17日
- 第74回 2017年7月22日
- 第75回 2017年8月19日
- 第76回 2017年9月16日
- 第77回 2017年10月28日
- 第78回 2017年11月18日

2018年
- 第79回 2018年1月27日
- 第80回 2018年2月24日
- 第81回 2018年3月24日
- 第82回 2018年4月21日- この放送をもってStreaming Liveを一時休止。

2019年
- 第83回 2019年3月27日、28日- この日行われたPlay.Gooseのコンサート『Goose tours →83.』がGoose houseとしての83回目の放送であることが明かされる。この放送をもって、最終回を迎えた。

### Goose house of the year（HOY）
年間約60曲配信されたカバー曲の中から、最もカバーが優れていた楽曲をファン投票で決める企画。放送時間はUstream Liveより演奏曲が倍になるため、19:00頃より開始される。「HOY」とは「House」「Of」「Year」のそれぞれ頭文字をとったもので「ホイ」と読む。「ホイ」という読み方は竹渕慶が命名。毎年11月放送分終了後よりFacebookのGoose house公式アカウントに設置される、HOY特設ページより、1週間程度の期間中に1人1曲まで投票ができる。そして12月放送分で投票上位10曲が再演される。その放送中に再度Facebookにて決選投票が行われ、最終的な年間ベスト10が決定し、2012年以降に1位を獲得した曲を歌うメンバーには「HOYバッジ」が贈呈されるようになった。。事前投票の時点での上位10曲の順位はメンバーにも知らされておらず、故に放送中の演奏順もランダムとなる。その年または前年に卒業したメンバーがゲスト出演し、ランクインした曲を現メンバーとともに再演する事もあった。。

#### HOY放送日
- 第1回 2011年12月10日 - 木村正英（K.K.）卒業
- 第2回 2012年12月15日 - ゲスト：木村正英（K.K.）・齊藤ジョニー
- 第3回 2013年12月21日 - ゲスト：片平里菜（3回目）・神田莉緒香
- 第4回 2014年12月20日
- 第5回 2015年12月26日
- 第6回 2016年12月24日
- 第7回 2017年12月23日

#### 2011年ランキング
- 1位 手をたたけ／NICO Touches the Walls（d-iZe・竹渕・工藤）
- 2位 小さな恋のうた／Mongol800（全員）
- 2位 AM11:00／HY（全員）
- 4位 いいんですか?／RADWIMPS（全員）
- 4位 ソラニン／ASIAN KUNG-FU GENERATION（木村・竹澤）
- 6位 チキンライス／浜田雅功と槙原敬之（d-iZe・竹渕・沙夜香）
- 7位 Gee／少女時代（d-iZe・齊藤）
- 8位 100万回の「I love you」／Rake（d-iZe・竹渕・竹澤）
- 9位 センチメンタル／平井堅（d-iZe・竹渕）
- 10位 CRAZY FOR YOU／Kylee（竹渕・竹澤）

#### 2012年ランキング
- 1位 今夜はブギーバック／スチャダラパー feat 小沢健二（d-iZe・工藤・竹澤）
- 2位 歩いていこう／いきものがかり（d-iZe・齊藤）
- 3位 彩り／Mr.Children（d-iZe・工藤・竹渕・神田・竹澤・沙夜香・マナミ・ワタナベ）
- 4位 フライングゲット／AKB48（齊藤・竹渕・神田・竹澤）
- 5位 愛をこめて花束を／Superfly（d-iZe・ワタナベ）
- 6位 ルージュの伝言／荒井由実（竹渕・神田）
- 7位 The Beginning／ONE OK ROCK（d-iZe・竹渕・マナミ）
- 8位 君の知らない物語／supercell（竹渕・神田・沙夜香・マナミ）
- 9位 いとしすぎて duet with Tiara／KG（d-iZe・竹渕）
- 10位 LIFE／YUI（d-iZe・工藤・竹渕・神田・竹澤・沙夜香・マナミ・ワタナベ）

#### 2013年ランキング
- 1位 come again／m-flo（d-iZe・竹渕・齊藤）
- 2位 恋するフォーチュンクッキー／AKB48（工藤・竹渕・齊藤）
- 3位 C.h.a.o.s.m.y.t.h.／ONE OK ROCK（竹渕・沙夜香・マナミ）
- 4位 高嶺の花子さん／back number（d-iZe・工藤・竹渕・竹澤・沙夜香・マナミ・ワタナベ・齊藤）
- 5位 明日への扉／I WiSH（d-iZe・工藤・竹渕・神田・竹澤・沙夜香・マナミ・ワタナベ・片平）
- 6位 カントリー・ロード／本名陽子（d-iZe・工藤・竹渕・竹澤・沙夜香・マナミ・ワタナベ・齊藤）
- 7位 初日／AKB48 チームB（d-iZe・工藤・竹渕・神田）
- 8位 スターラブレイション／ケラケラ（d-iZe・工藤・竹渕・竹澤・沙夜香・マナミ・ワタナベ・齊藤）
- 9位 めざせポケモンマスター／松本梨香（沙夜香・ワタナベ・齊藤）
- 10位 おしゃかしゃま／RADWIMPS（竹渕・マナミ・ワタナベ）

#### 2014年ランキング
- 1位 笑顔／いきものがかり（全員）
- 2位 奏／スキマスイッチ（全員）
- 3位 ミュージック・アワー／ポルノグラフィティ（全員）
- 4位 NOW ON AIR／赤い公園（竹渕・沙夜香・齊藤）
- 5位 何度でも／DREAMS COME TRUE（工藤・竹渕・ワタナベ）
- 6位 有心論／RADWIMPS（工藤・竹渕・マナミ）
- 7位 年下の男の子／キャンディーズ（竹渕・竹澤・沙夜香）
- 8位 ラムのラブソング／松谷祐子（工藤・ワタナベ・齊藤）
- 9位 日々／吉田山田（d-iZe・マナミ・ワタナベ）
- 10位 ミュージック／サカナクション（竹渕・竹澤・マナミ・沙夜香）

※4月に卒業したd-iZeは、HOYの参加を辞退したため、d-iZe参加曲である「日々」は演奏されず、また「笑顔」は7人のみでの演奏となった。

#### 2015年ランキング
- 1位 SUN／星野源（全員）
- 2位 さよならの前に／AAA（工藤・竹渕・齊藤）
- 3位 シュガーソングとビターステップ／UNISON SQUARE GARDEN（沙夜香・マナミ）
- 4位 魔法の料理 〜君から君へ〜／BUMP OF CHICKEN（全員）
- 5位 おジャ魔女カーニバル!!／MAHO堂（工藤・マナミ・ワタナベ）
- 6位 ディスコの神様 feat.藤井隆／tofubeats（竹渕・マナミ・齊藤）
- 7位 ひまわりの約束／秦基博（全員）
- 8位 いつでも誰かが／上々颱風（全員）
- 9位 Wherever you are／ONE OK ROCK（竹渕・沙夜香）
- 10位 ワタリドリ／[Alexandros]（マナミ・ワタナベ）

#### 2016年ランキング
- 1位 恋／星野源（竹澤 ･ ワタナベ ･ 工藤）
- 2位 あの紙ヒコーキ くもり空わって／19（全員）
- 3位 前前前世／RADWIMPS （工藤・齊藤・竹渕）
- 4位 にじいろ／絢香 （全員）
- 5位 心の瞳／坂本九 （全員）
- 6位 オドループ／フレデリック （沙夜香・竹澤・齊藤）
- 7位 雨やどり／さだまさし （全員）
- 8位 サイレントマジョリティー／欅坂46 （工藤 ･ ワタナベ ･ 竹澤）
- 9位 ハッピーサマーウェディング／モーニング娘。 （全員）
- 10位 SHIKIBU feat 阿波の踊り子／レキシ （竹渕・齊藤・マナミ）

#### 2017年ランキング
- 1位 明日があるさ／坂本九 (全員）
- 2位 風に吹かれても／欅坂46 (工藤・齊藤・竹渕）
- 3位 決意の朝に／Aqua Timez (※工藤）
- 4位 TT -Japanese ver-／TWICE (ワタナベ・齊藤・工藤）
- 5位 真赤／My Hair is Bad (沙夜香）
- 6位 渡月橋 ～君 想ふ～／倉木麻衣 (齊藤・マナミ）
- 7位 打上花火／DAOKO×米津玄師 (竹渕・マナミ）
- 8位 ノンフィクション／平井堅 (竹渕・齊藤）
- 9位 orion／米津玄師 (竹渕・工藤・マナミ）
- 10位 RAIN／SEKAI NO OWARI (全員）

※3位の【決意の朝に】は工藤がメインボーカルで他のメンバーがサポートする形を取っている為、工藤のソロ曲とも全員曲ともとれる。

#### 2018年
2018年は、公式には実施されていないが、ファン有志がTwitter上にて独自で企画・開催した。そのハウスメイトらの投票投稿をPlay.Gooseメンバーが偶然見つけ、全ての投票（ツイート）を集計。その結果、『スパークル／RADWIMPS』が1位となり、2018年12月26日放送の「Play.Goose#2」（年内最終放送）にて、竹渕慶・沙夜香によって曲の一部を披露された。
- 1位 スパークル/RADWIMPS
- 2位 愛を伝えたいだとか/あいみょん
- 3位 あなた/いきものがかり
- 4位 Family Song/星野源
- 5位 (同率)Catch the Moment/LiSA、浪漫飛行/米米CLUB
- 7位 明日も/SHISHAMO
- 8位 いつか結婚しても/My Hair is Bad
- 9位 タバコ/コレサワ
- 10位 (同率)Lovers/sumika、Dream/清水翔太、HANABI/Mr.Children

### ゲスト（OTOMODACHI）
片平里菜以外は元メンバーであり（齊藤ジョニーは後にメンバー復帰）、卒業後の放送にゲスト出演したものである。
- 中村千尋（2011年7月放送分）
- 関取花（2011年11月放送分）
- 木村正英（2012年12月放送分）
- 齊藤ジョニー（2012年12月放送分）
- 神田莉緒香（2013年12月放送分）
- 片平里菜（2013年2月・11月・12月、2015年5月、2016年1月放送分）

## YouTubeでの曲単体配信
Streaming Liveで演奏された曲は後日YouTubeに、毎回YouTube単体用に映像を撮り直し投稿される（初期の頃は曲部分のみUstreamの映像より切り取られ投稿されていた）。ただし、HOYで披露された曲はYouTubeには単体で投稿されない。また毎年12月下旬には、Streaming Liveでは披露されない、YouTube限定のクリスマスソングのカバーが投稿される。楽曲の投稿以外にも、メンバーからの告知やメッセージが配信されることもあり、d-iZe卒業の本人メッセージ（現在は削除）や、チャンネル登録者数が100万人を突破したときの視聴者へのメッセージなどもYouTubeのみでの公開となっている。
また、本放送以外でのYouTube Liveを行うこともあり、Twitterの公式アカウントより予告される時もあれば無告知でのゲリラ放送の時もある。

### オリジナル楽曲一覧
※オリジナル楽曲は、Ustream及びYouTubeにて配信公開された楽曲である。
- sing
- バーチャル#9
- くるり（神田莉緒香）
- teens
- 夏の風向き（齊藤ジョニー）
- 最終電車（竹澤汀）
- 18歳
- "JUST FRIENDS"?
- Sky
- ぱっつん
- 始まりに（片平里菜）
- 胸騒ぎナビゲーション
- Altair〜言えずのI love you〜
- 猫のプシュケ
- 待宵草
- VOICE
- A.C.T.I On
- Photograph
- 言わせないでよ
- Color
- days
- バースデーソング
- Dear my friend
- Beautiful Life
- たとえば、君が死んだら
- CHANGE!!
- サンタクロース
- この指とまれ
- サクラへ
- 永遠の八月
- 3/4
- 女の子は泣かない（片平里菜 feat.竹渕慶）
- ごはんを食べよう
- タイムマシン
- 恋はヒラひらり
- オトノナルホウヘ→
- 今、走れ!
- 光るなら
- 冬のエピローグ
- ドミノエフェクト
- セダンガール
- 最高の仕打ち（片平里菜 feat.ワタナベシュウヘイ）
- Pop Up!
- Humming bird
- 恋するMerry-Go-Round
- 笑ったままで
- 靴下を買いに feat.Goose house（齊藤ジョニー）
- この涙を知らない（片平里菜 feat.齊藤ジョニー）
- I Like（竹澤汀 feat. 沙夜香）
- NonStop! Journey
- 相棒は瓶のジンジャーエール（マナミ）
- あらすじ（竹澤汀）
- ハレルヤ（ワタナベシュウヘイ）
- 真夏のミッション
- ひだまり（沙夜香）
- LOVE & LIFE
- 僕らだけの等身大

- You
- Fly High, So High
- Best Friend
- MUSIC〜涙の虹〜
- 笑顔の花
- 春の涙を
- 繋ぐひと
- ジョンとヨーコ
- #記念写真
- 何もかも有り余っている こんな時代も

## コンサート

### ワンマンライブ
- 69億分の679人 672人のあなたに会いたい
  - 2011年6月26日・昼夜2回公演（原宿クエストホール）
- Sky
  - 2011年11月13日（原宿クエストホール）
- Goose house 1st Anniversary Live
  - 2012年5月13日（日本橋三井ホール）
- Goose house in OSAKA
  - 2012年8月4日（ESAKA MUSE）
- Beautiful Life
  - 2012年10月21日（duo MUSIC EXCHANGE）
- The Goose house in NAGOYA
  - 2013年1月27日（THE BOTTOM LINE）
- The Goose house in OSAKA
  - 2013年2月9日（BIG CAT）
- The Goosehouse in YOKOHAMA
  - 2013年2月24日（横浜BLITZ）
- Goose house Live Tour 2013 Soundtrack?
  - 2013年8月17日（名鉄ホール）
  - 2013年9月15日（BIG CAT）
  - 2013年9月21日（DRUM LOGOS）
  - 2013年10月26日・27日（日本橋三井ホール）
- GOOSE HOUSE LIVE TOUR 2014
  - 2014年8月9日（名古屋ダイアモンドホール）
  - 2014年8月16日（福岡 DRUM LOGOS）
  - 2014年9月7日（なんばHatch）
  - 2014年9月13日（Zepp Sapporo）
  - 2014年9月15日（東京国際フォーラム）
- Goose house Live Tour 2015
  - 2015年4月29日（Zepp DiverCity）
  - 2015年5月2日（Zepp Fukuoka）
  - 2015年5月6日（なんばHatch）
  - 2015年5月31日（Zepp Nagoya）
  - 2015年6月13日（Zepp Sapporo）
- Goose house Live Tour 〜だって座れるんだもん〜 2015
  - 2015年12月2日（愛知県芸術劇場）
  - 2015年12月8日（フェスティバルホール）
  - 2015年12月10日（東京国際フォーラム・ホールA）
- Goose house Live Tour 2017 〜 はじまり、はじまりツアー 〜
  - 2017年1月6日（新潟県民会館 大ホール）
  - 2017年1月8日（大阪国際会議場（グランキューブ大阪）メインホール）
  - 2017年1月9日（神戸国際会館こくさいホール）
  - 2017年1月13日（広島文化学園HBGホール）
  - 2017年1月14日（福岡市民会館）
  - 2017年1月21日（ニトリ文化ホール）
  - 2017年1月28日（仙台市民会館 大ホール）
  - 2017年2月1日（名古屋国際会議場 センチュリーホール）
  - 2017年2月12日（東京国際フォーラム・ホールA）
- Goose house Live House Tour 2017
  - 2017年11月22日（Zepp Diver City(Tokyo)）
  - 2017年12月6日（なんばHatch）
- Goose house Live  Tour 2018 Flight - 事実上ラストライブ。
  - 2018年5月5日（Zepp Sapporo)
  - 2018年5月10日（Zepp Nagoya）
  - 2018年5月12日（Zepp Tokyo）
  - 2018年5月19日（Zepp Namba）

### 出演コンサート
- LIVE&PIECE 3rd -カンボジアにアートという選択肢を- : 渋谷Glad（2011年6月17日）
- 日本工学院 Support 海で裏付け太郎! 2011 : 音霊 OTODAMA SEA STUDIO （2011年8月20日）
- 初夏の音楽祭 : 音霊 OTODAMA SEA STUDIO （2012年7月13日）
- 嶽温泉 丑湯まつり : 嶽温泉 丑湯まつり 特設ステージ（2012年7月27日）/ d-iZe、竹澤汀、工藤秀平
- 高専祭 - 松江工業高等専門学校: 島根県民会館（2012年10月9日）
- 嶽温泉 丑湯まつり : 嶽温泉 丑湯まつり 特設ステージ（2013年7月21日）/ d-iZe、齊藤ジョニー
- 海に集まれ！2013 : 音霊 OTODAMA SEA STUDIO（2013年8月12日）
- OTODAMA 空FES 2014 : ダイバーシティ東京 H.L.N.A SKYGARDEN 野外ステージ（2014年10月24日）
- YouTube Space Tokyo 2周年記念イベント: YouTube Space Tokyo（2015年2月20日）
- 旅祭2015 : お台場・潮風公園／太陽の広場 野外特設会場（2015年10月4日）
- NUMBER SHOT 2016 : 海の中道海浜公園野外劇場（2016年7月23日）
- 旅祭2016 : お台場・潮風公園／太陽の広場 野外特設会場（2016年8月11日）
- No Fear Festival 2016 : 台湾台中市文心森林公園 圓滿戶外劇場（2016年10月27日）
- 旅祭2017 : 幕張海浜公園 Gブロック／野外特設会場（2017年9月3日）

### Unit Live
| Unit Live #01 | 青山月見ル君想フ | d-iZe、竹渕慶                                  | 2011年10月2日        |
| Unit Live #02 | 青山月見ル君想フ | 齊藤ジョニー、d-iZe                            | 2011年12月23日       |
| Unit Live #03 | 青山月見ル君想フ | 工藤秀平、d-iZe、竹澤汀                        | 2012年1月14日・15日  |
| Unit Live #04 | 青山月見ル君想フ | マナミ、竹澤汀、竹渕慶、神田莉緒香、沙夜香     | 2012年2月4日・5日    |
| Unit Live #05 | 青山月見ル君想フ | 竹渕慶、工藤秀平、神田莉緒香                   | 2012年3月10日        |
| Unit Live #06 | 青山月見ル君想フ | d-iZe、沙夜香、マナミ、齊藤ジョニー            | 2012年4月21日        |
| Unit Live #07 | 青山月見ル君想フ | d-iZe、竹渕慶、神田莉緒香                      | 2012年6月9日・10日   |
| Unit Live #08 | 青山月見ル君想フ | 竹澤汀、神田莉緒香、マナミ                     | 2012年7月21日・22日  |
| Unit Live #09 | 青山月見ル君想フ | 工藤秀平、竹澤汀、沙夜香、ワタナベシュウヘイ   | 2012年8月18日・19日/ |
| Unit Live #10 | 青山月見ル君想フ | d-iZe、神田莉緒香、ワタナベシュウヘイ          | 2012年9月16日・17日  |
| Unit Live #11 | 青山月見ル君想フ | d-iZe、竹渕慶、マナミ                          | 2012年11月3日・4日   |
| Unit Live #12 | 青山月見ル君想フ | d-iZe、工藤秀平、ワタナベシュウヘイ            | 2012年12月8日・9日   |
| Unit Live #13 | 青山月見ル君想フ | 沙夜香、竹澤汀、神田莉緒香、ワタナベシュウヘイ | 2013年1月12日・13日  |
| Unit Live #14 | 青山月見ル君想フ | 竹澤汀、工藤秀平、マナミ                       | 2013年3月16日・17日  |
| Unit Live #15 | 青山月見ル君想フ | 竹渕慶、マナミ、ワタナベシュウヘイ             | 2013年4月13日・14日  |
| Unit Live #16 | 青山月見ル君想フ | 齊藤ジョニー、沙夜香、ワタナベシュウヘイ       | 2013年5月11日・12日  |
| Unit Live #17 | 青山月見ル君想フ | d-iZe、竹渕慶、齊藤ジョニー                    | 2013年6月22日・23日  |
| Unit Live #18 | 青山月見ル君想フ | d-iZe、工藤秀平、竹澤汀                        | 2013年7月27日・28日  |
| Unit Live #19 | 青山月見ル君想フ | 工藤秀平、マナミ、齊藤ジョニー                 | 2013年11月2日・3日   |
| Unit Live #20 | 青山月見ル君想フ | 竹渕慶、マナミ、ワタナベシュウヘイ             | 2013年12月14日・15日 |
| Unit Live #21 | 青山月見ル君想フ | 齊藤ジョニー、沙夜香、ワタナベシュウヘイ       | 2014年1月11日・12日  |
| Unit Live #22 | 青山月見ル君想フ | 工藤秀平、沙夜香、マナミ                       | 2014年2月15日・16日  |
| Unit Live #23 | Shibuya eggman   | 齊藤ジョニー、マナミ、竹澤汀                   | 2014年3月21日        |
| Unit Live #24 | 青山月見ル君想フ | 竹渕慶、竹澤汀、沙夜香                         | 2014年4月19日・20日  |
| Unit Live #25 | 青山月見ル君想フ | 工藤秀平、マナミ、ワタナベシュウヘイ           | 2014年5月24日・25日  |
| Unit Live #26 | 青山月見ル君想フ | 工藤秀平、齊藤ジョニー、沙夜香                 | 2014年6月14日・15日  |
| Unit Live #27 | 青山月見ル君想フ | 竹渕慶、マナミ、ワタナベシュウヘイ             | 2014年7月27日        |
| Unit Live #28 | 青山月見ル君想フ | 齊藤ジョニー、沙夜香、ワタナベシュウヘイ       | 2014年11月1日・3日   |
| Unit Live #29 | 青山月見ル君想フ | 工藤秀平、竹澤汀、マナミ                       | 2014年12月6日・7日   |
| Unit Live #30 | 青山月見ル君想フ | 工藤秀平、ワタナベシュウヘイ、齊藤ジョニー     | 2015年2月14日・15日  |
| Unit Live #31 | 青山月見ル君想フ | 工藤秀平、マナミ、ワタナベシュウヘイ           | 2015年3月21日・22日  |
| Unit Live #32 | 青山月見ル君想フ | 工藤秀平、沙夜香、ワタナベシュウヘイ           | 2015年7月25日・26日  |
| Unit Live #33 | 青山月見ル君想フ | 竹澤汀、齊藤ジョニー、竹渕慶                   | 2015年9月19日・21日  |
| Unit Live #34 | 青山月見ル君想フ | 竹渕慶、沙夜香、ワタナベシュウヘイ             | 2015年10月10日・11日 |
| Unit Live #35 | 青山月見ル君想フ | 工藤秀平、沙夜香、マナミ                       | 2016年2月13日・14日  |
| Unit Live #36 | 青山月見ル君想フ | 齊藤ジョニー、竹渕慶、マナミ                   | 2016年3月19日・21日  |
| Unit Live #37 | 青山月見ル君想フ | 工藤秀平、沙夜香、ワタナベシュウヘイ           | 2016年4月29日・30日  |
| Unit Live #38 | 青山月見ル君想フ | 工藤秀平、ワタナベシュウヘイ、齊藤ジョニー     | 2016年5月21日・22日  |
| Unit Live #39 | 青山月見ル君想フ | 齊藤ジョニー、竹渕慶、マナミ                   | 2016年6月18日・19日  |
| Unit Live #40 | 青山月見ル君想フ | 齊藤ジョニー、竹澤汀、沙夜香                   | 2016年9月24日        |
| Unit Live #41 | 青山月見ル君想フ | 工藤秀平、竹澤汀、ワタナベシュウヘイ           | 2016年11月19日       |
| Unit Live #42 | 青山月見ル君想フ | 沙夜香、ワタナベシュウヘイ、齊藤ジョニー       | 2017年4月29日・30日  |
| Unit Live #43 | 青山月見ル君想フ | 齊藤ジョニー、マナミ                           | 2017年5月27日        |
| Unit Live #44 | 青山月見ル君想フ | 齊藤ジョニー、竹渕慶、マナミ                   | 2017年7月29日・30日  |
| Unit Live #45 | 青山月見ル君想フ | 工藤秀平、ワタナベシュウヘイ、齊藤ジョニー     | 2017年8月26日・27日  |
| Unit Live #46 | 青山月見ル君想フ | 沙夜香、竹渕慶、マナミ                         | 2017年9月23日・24日  |
| Unit Live #47 | 青山月見ル君想フ | 竹渕慶、工藤秀平、沙夜香                       | 2018年4月14日        |

#### Goose house的、対バンライブ!
- 第1回 2015年1月17日・18日（青山月見ル君想フ）/ 竹澤汀、齊藤ジョニー、マナミ
- 第2回 2016年1月16日・17日（青山月見ル君想フ） / 竹澤汀、齊藤ジョニー、竹渕慶
- 第3回 2016年8月6日・7日（青山月見ル君想フ） / 竹澤汀、ワタナベシュウヘイ、マナミ
- 第4回 2016年10月18日 / 沙夜香、工藤秀平・19日 / 齊藤ジョニー、片平里菜・20日 / 竹澤汀、ワタナベシュウヘイ・21日 / マナミ、竹渕慶（会場はすべて青山月見ル君想フ）
- 第5回 2017年6月24日 （青山月見ル君想フ） / 工藤秀平、ワタナベシュウヘイ、沙夜香
- 第6回 2017年10月21日 （青山月見ル君想フ） /ワタナベシュウヘイ、マナミ、工藤秀平

### ソロワンマンライブ
- 2014年6月21日（代官山LOOP）/ マナミ「ストローク・タイム」
- 2014年10月26日（東京キネマ倶楽部）/ 竹澤汀「Autumn and Winter」
- 2015年7月11日（STUDIO38）/ 竹澤汀「ソラの部屋」
- 2015年8月8日（下北沢GARDEN）/ マナミ「ストローク・タイム2」
- 2015年9月26日（eplus livingroom cafe & dining）/ マナミ 「manami live in the living room」
- 2016年1月30日（STAR ROUNGE）,2月4日（Music Club JANUS）,2月11日（仙台Park Square）/ 齊藤ジョニー『She is』ソロワンマンツアー
- 2016年3月5日（代官山LOOP）/ マナミ「ストローク・タイム#3」
- 2018年1月18日（青山月見ル君想フ）/ マナミ ニューイヤー・ライブ「ストロークタイム#4」
- 2018年8月30日（下北沢GARDEN）/ マナミ 「ストロークタイムvol.5〜ちいさいものたちの国〜」

### その他
- 2014年4月26日（郡山HIPSHOT JAPAN）/ 片平里菜×Goose house Special Live Fukushima〝連休頃に遊びにきっせ〟
- 2014年4月29日（LIQUIDROOM）/ Goose house×片平里菜 Special Live Tokyo〝連休頃に遊びにおいでよ〟
- 2015年4月18日（原宿クエストホール）/ Goose house Ustream Live 公開生放送

## その他イベント
- Twitter会議
- ミニライブ&握手会。タワーレコード新宿店（2012年12月14日）
- 絵本『猫のプシュケ』発売記念ミニライブ＋サイン会。代官山蔦屋書店（2013年7月21日）/ 竹澤汀・マナミ・沙夜香

## ディスコグラフィ
メンバーそれぞれのソロ作品については、個々のメンバーのページを参照。
『Phrase1』を除く全曲の作詞、作曲クレジットはGoose house名義となっている。

### シングル
| 枚  | リリース日     | タイトル                                 | フォーマット            | 規格品番    | 最高位（オリコン） | ゴールドディスク認定（日本レコード協会） |
| --- | -------------- | ---------------------------------------- | ----------------------- | ----------- | ------------------ | ---------------------------------------- |
| 1st | 2014年2月19日  | Goose house Phrase #08 オトノナルホウヘ→ | 12cmCD                  | SRCL-8471   | 14位               | 配信ゴールド認定                         |
| 1st | 2014年2月19日  | Goose house Phrase #08 オトノナルホウヘ→ | 12cmCD+DVD（期間限定）  | SRCL-8472/3 | 14位               | 配信ゴールド認定                         |
| 2nd | 2014年11月19日 | Goose house Phrase #09 光るなら          | 12cmCD                  | SRCL-8640   | 11位               | 配信ゴールド認定                         |
| 2nd | 2014年11月19日 | Goose house Phrase #09 光るなら          | 12cmCD+DVD（期間限定）  | SRCL-8641/2 | 11位               | 配信ゴールド認定                         |
| 3rd | 2015年12月9日  | Goose house Phrase #12 LOVE & LIFE       | 12cmCD                  | SRCL-8952   | 13位               |                                          |
| 3rd | 2015年12月9日  | Goose house Phrase #12 LOVE & LIFE       | 12cmCD+DVD（初回限定）  | SRCL-8950/1 | 13位               |                                          |
| 4th | 2016年8月10日  | Goose house Phrase #13 Fly High, So High | 12cmCD                  | SRCL-9129   | 18位               |                                          |
| 4th | 2016年8月10日  | Goose house Phrase #13 Fly High, So High | 12cmCD2枚組（初回限定） | SRCL-9127/8 | 18位               |                                          |
| 5th | 2017年1月6日   | Goose house Phrase #14 僕らだけの等身大  | 12cmCD                  | SRCL-9286   | 9位                |                                          |
| 5th | 2017年1月6日   | Goose house Phrase #14 僕らだけの等身大  | 12cmCD+DVD（初回限定）  | SRCL-9284/5 | 9位                |                                          |
| 6th | 2017年11月22日 | Goose house Phrase #16 笑顔の花          | 12cmCD                  | SRCL-9624   | 29位               |                                          |

### シングル（インディーズ）
| 枚  | リリース日     | タイトル                   | 備考                                       | フォーマット | 規格品番 | 最高位（オリコン） |
| --- | -------------- | -------------------------- | ------------------------------------------ | ------------ | -------- | ------------------ |
| 1st | 2011年11月13日 | Goose house Phrase #02 Sky | ライブ会場限定直筆サイン入りステッカー付き | 12cmCD       | GH-002   | -                  |

### アルバム
| 枚  | リリース日                  | タイトル                              | 備考                                                                                 | フォーマット                       | 規格品番    | 最高位（オリコン） |
| --- | --------------------------- | ------------------------------------- | ------------------------------------------------------------------------------------ | ---------------------------------- | ----------- | ------------------ |
| 1st | 2011年6月26日 2011年6月27日 | Goose house Phrase #01                | レコ発先行発売 数量限定直筆サイン色紙付き                                            | ミニアルバム・12 cmCD              | GH-001      | -                  |
| 2nd | 2012年5月23日               | Goose house Phrase #03 Wandering      | 数量限定ステッカー入り 予約者限定先行発売                                            | フルアルバム・12cmCD               | GH-003      | 61位               |
| 3rd | 2012年10月24日              | Goose house Phrase #04 Beautiful Life | 店舗別予約特典付き                                                                   | フルアルバム 12cmCD                | GHCD-003    | 35位               |
| 4th | 2013年7月30日               | Goose house Phrase #07 Soundtrack?    | 店舗別予約特典付き 真夏のミッションをiTunes、 永遠の八月をmoraにて、 7月24日先行配信 | フルアルバム・12cmCD               | GHCD-20     | 17位               |
| 5th | 2015年2月25日               | Goose house Phrase #10 Milk           | 店舗別予約特典付き コバルトの街を2月18日先行配信                                     | フルアルバム・12cmCD+DVD（初回盤） | SRCL-8750/1 | 8位                |
| 5th | 2015年2月25日               | Goose house Phrase #10 Milk           | 店舗別予約特典付き コバルトの街を2月18日先行配信                                     | フルアルバム・12cmCD（通常盤）     | SRCL-8752   | 8位                |
| 6th | 2015年2月25日               | Goose house Phrase #11 Bitter         | 店舗別予約特典付き ハルノヒ -合唱-を2月4日先行配信                                   | フルアルバム・12cmCD               | ghcd-0030   | 12位               |
| 7th | 2017年2月22日               | Goose house Phrase #15 HEPTAGON       | 数量限定ポスター付き (一部店舗のみ)                                                  | フルアルバム・12cmCD+DVD（初回盤） | SRCL-9323/4 | 14位               |
| 7th | 2017年2月22日               | Goose house Phrase #15 HEPTAGON       | 数量限定ポスター付き (一部店舗のみ)                                                  | フルアルバム・12cmCD（通常盤）     | SRCL-9325   | 14位               |
| 8th | 2018年4月11日               | Goose house Phrase #17 Flight         | カレンダーカード・ポストカード付き (対象店舗のみ)                                    | フルアルバム・12cm2CD（初回盤）    | SRCL-9722/3 | 19位               |
| 8th | 2018年4月11日               | Goose house Phrase #17 Flight         | カレンダーカード・ポストカード付き (対象店舗のみ)                                    | フルアルバム・12cmCD（通常盤）     | SRCL-9724   | 19位               |

### ソロ・コンピレーション・アルバム
| 枚  | リリース日   | タイトル                             | 備考                                                           | フォーマット | 規格品番 | 最高位（オリコン） |
| --- | ------------ | ------------------------------------ | -------------------------------------------------------------- | ------------ | -------- | ------------------ |
| 1st | 2016年7月6日 | 恋愛小説と、通過列車と、1gのため息。 | 予約特典付き 缶バッジ(メンバー写真プリント、7種類からランダム) | 12 cmCD      | ghsc-01  | 14位               |

### 配信限定
| 枚  | リリース日    | タイトル                            | 備考                    |
| --- | ------------- | ----------------------------------- | ----------------------- |
| 1st | 2013年3月20日 | Goose house Phrase #05 この指とまれ | moraにて3月13日先行配信 |
| 2nd | 2013年3月20日 | Goose house Phrase #06 サクラへ     | moraにて3月13日先行配信 |

### 映像作品
| 枚  | リリース日     | タイトル                                     | 備考                                                                            | フォーマット   |
| --- | -------------- | -------------------------------------------- | ------------------------------------------------------------------------------- | -------------- |
| 1st | 2012年11月21日 | Beautiful Life                               | Goose house Phrase #04 Beautiful Lifeの 予約特典として一部ショップにてDVD版配布 | ダウンロード版 |
| 2nd | 2018年4月11日  | Goose house Live house Tour 2017.11.22 TOKYO | 初のライブ映像作品 予約特典チケットファイル付き                                 | DVD/Blu-ray    |

### 参加作品
| リリース日     | アーティスト | タイトル      | 収録曲  | フォーマット | 規格品番  |
| -------------- | ------------ | ------------- | ------- | ------------ | --------- |
| 2012年10月24日 | YUI          | SHE LOVES YOU | 4. LIFE | 12cmCD       | SRCL-8135 |

### その他
- 『真っ白な図面とタイムマシン』（2014年7月2日）[26][27]
- 『四月は君の嘘　フィナーレイベント (完全生産限定版)』（2015年12月23日）
- 小説版『真っ白な図面とタイムマシン』特典DVD

## 書籍
- 『真っ白な図面とタイムマシン』（2014年7月10日、笠原哲平/著、Goose house/原案、発行元/TOブックス）ISBN 978-4-86472-278-0

## 出演

### ラジオ
- nana WELCOME TO OUR HOUSE（J-WAVE、2017年4月7日 - 2017年9月30日)

### CM
- freebit mobile『自由の先を、見に行こう。』篇[28]

### 舞台
- Goose house×劇団TEAM-ODAC「真っ白な図面とタイムマシン」（2014年3月8日 - 3月16日、青山円形劇場）[27]

## タイアップ
| 起用年 | 曲名              | タイアップ                                                       | 収録作品                                 |
| ------ | ----------------- | ---------------------------------------------------------------- | ---------------------------------------- |
| 2012年 | Sing              | Android・iOS版ゲーム『ゼッタイ☆スター』主題歌。                  | Goose house Phrase #01                   |
| 2013年 | CHANGE!!          | Welcome to YouTube Space Tokyo                                   | Goose house Phrase #04 Beautiful Life    |
| 2013年 | Sing              | CM freebit mobile 「自由の先を、見に行こう。」篇                 | Goose house Phrase #01                   |
| 2014年 | オトノナルホウヘ→ | フジテレビ系アニメ『銀の匙 Silver Spoon』第2期エンディングテーマ | Goose house Phrase #08 オトノナルホウヘ→ |
| 2014年 | 光るなら          | フジテレビ系アニメ『四月は君の嘘』オープニングテーマ             | Goose house Phrase #09 光るなら          |
| 2017年 | 僕らだけの等身大  | BS日テレ スペシャルドラマ『My Life My Road-サトミの闘い-』主題歌 | Goose house Phrase #14 僕らだけの等身大  |
| 2017年 | それぞれの夢      | レオパレス21CMソング                                             | 未音源化                                 |
| 2017年 | 笑顔の花          | テレビ東京系『JAPAN COUNTDOWN』2017年11月度エンディングテーマ    | Goose house Phrase #16 笑顔の花          |

## ミュージック・ビデオ
| 監督          | 曲名                             |
| ------------- | -------------------------------- |
| UGICHIN       | 「オトノナルホウヘ→」            |
| Tabata Daichi | 「光るなら」                     |
| 柴田哲平      | 「LOVE & LIFE]」                 |
| 不明          | 「僕らだけの等身大」「笑顔の花」 |